# قانون غراهام
قانون غراهام ويعرف باسم قانون غراهام للتدفق (أو للانتشار) عبارة عن قانون يصف العلاقة بين معدل تدفق الغازات مع كتلتها المولية.
وضع القانون من قبل عالم الكيمياء والفيزياء توماس غراهام عام 1848. وجد غراهام أن معدل تدفق الغازات يتناسب عكساً مع الجذر التربيعي للكتلة المولية لجزيئات الغاز.
يمكن صياغة القانون بالعلاقة التالية:
{\displaystyle {{\mbox{Rate}}_{1} \over {\mbox{Rate}}_{2}}={\sqrt {M_{2} \over M_{1}}}}
where:
Rate1 معدل تدفق الغاز 1).
Rate2 معدل تدفق الغاز 2.
M1 الكتلة المولية للغاز 1
M2 الكتلة المولية للغاز 2.
ينص قانون غراهام أن معدل تدفق غاز ما يتناسب عكساً مع الجذر التربيعي للكتلة المولية له، أي إذا كانت الكتلة المولية لغاز أ أكبر بأربع مرات من غاز آخر ب، فإن معدل تدفق أ خلال فتحة صغيرة سيكون نصف معدل تدفق ب.